# Georg Künstler
Georg Künstler (* 20. Februar 1864 in Paaris, Kreis Rastenburg; † 8. Dezember 1957 in Diez) war ein deutscher evangelisch-lutherischer Pfarrer.

## Leben
Als Sohn eines Altmärkers besuchte Künstler das Gymnasium in Allenstein. Nach dem Abitur begann er an der Albertus-Universität Königsberg Evangelische Theologie zu studieren. Wohl in jener Zeit diente er im Infanterie-Regiment „von Boyen“ (5. Ostpreußisches) Nr. 41. Er ging an die Schlesische Friedrich-Wilhelms-Universität und renoncierte am 29. April 1883 beim Corps Borussia Breslau. Ein Konaktiver war Franz Thilo. Als Inaktiver wechselte er an die Universität Leipzig und die Friedrichs-Universität Halle. Nachdem er in Königsberg die erste und zweite theologische Prüfung abgelegt hatte, bekam er die erste Pfarrstelle 1888 in Allenstein. Anschließend war er Pfarrer in Groß Arnsdorf, Kreis Mohrungen. Er wurde 1896 nach Döbern versetzt und kam 1916 als Superintendent nach Fischhausen im Samland. 1928 wurde er in die Synode der Kirchenprovinz Ostpreußen gewählt. Als Lutheraner innerhalb der preußischen Union war er Mitglied der Kirchlichen Konferenz für Ost- und Westpreußen. 1934 emeritiert, zog er nach Königsberg (Preußen). Dort vertrat er fortlaufend erkrankte oder versetzte Pfarrer. 1941 übernahm er im Alter von 77 Jahren die Pfarre der Kirche Germau. Während der Ostpreußischen Operation (1945) kam er mit seiner Frau in Haft der Roten Armee. Nach einigen Wochen kam er frei, als die Wehrmacht den Ort wieder freigekämpft hatte. Alle Einwohner wurden evakuiert und über Danzig nach Dänemark verbracht. Dort kam das Ehepaar in ein Internierungslager. Mit mehr als 80 Jahren übernahm Künstler die Lagerseelsorge. Im Januar 1947 wurde er mit seiner Frau und anderen Lagerinsassen nach Deutschland abgeschoben. In Altendiez war er noch bis zum 90. Lebensjahr in der Krankenhaus- und Altenseelsorge tätig, bis ihm seine Sehschwäche diesen Dienst unmöglich machte. Bei den Stiftungsfesten seines Corps in Köln war er dreimal der älteste Teilnehmer. 